# Fivelandia 3
Fivelandia 3 è il quarto album di Cristina D'Avena, pubblicato da Five Record Srl e distribuito da C.G.D. Messaggerie Musicali SpA, nel 1985.

## Il disco
L'album è il terzo capitolo della collana Fivelandia e contiene le sigle dei cartoni animati andati in onda sulle reti Mediaset nel periodo intorno alla pubblicazione. Esso è stato pubblicato in musicassetta e vinile e nel 2006 è stato pubblicato in CD, prima in versione doppia e successivamente singola.
La copertina dell'album ospita Uan, Four e Five al centro con i loghi di Italia 1, Rete 4 e Canale 5, circondati da immagini tratte dai cartoni animati delle sigle dell'album.

## Tracce
Lato A
Testi di Alessandra Valeri Manera tranne Rascal - Il mio amico orsetto; edizioni musicali Canale 5 Music Srl.
1. Che bello essere un Puffo – 3:04 (testo: Mireille Delfosse, Christopher Lonk, Alessandra Valeri Manera[1] – musica: Mireille Delfosse; edizioni musicali Anihanbar Music Co./Canale 5 Music Srl)
2. Evelyn e la magia di un sogno d'amore – 3:45 (musica: Giordano Bruno Martelli)
3. Le avventure della dolce Katy – 2:47 (musica: Detto Mariano)
4. Lo strano mondo di Minù – 2:40 (musica: Gianfranco Intra)
5. Rascal - Il mio amico orsetto – 3:50 (testo: Luciano Beretta – musica: Augusto Martelli)
6. Nuovi amici a Ciao Ciao – 2:50 (testo: Alessandra Valeri Manera – musica: Augusto Martelli)

Durata totale: 18:56
Lato B
Testi di Alessandra Valeri Manera; edizioni musicali Canale 5 Music Srl.
1. Kiss Me Licia – 3:14 (musica: Giordano Bruno Martelli)
2. Occhi di gatto – 3:20 (musica: Ninni Carucci)
3. L'incantevole Creamy – 2:43 (musica: Giordano Bruno Martelli)
4. Arrivano gli Snorky – 2:45 (testo: J.F.F. Ferry Wienneke, Jay Ferne, Alessandra Valeri Manera[1] – musica: Jay Ferne; edizioni musicali Sepp)
5. Il grande sogno di Maya – 3:35 (musica: Detto Mariano)
6. Mr. T – 3:12 (musica: Augusto Martelli)

Durata totale: 18:49

### Interpreti
- Cristina D'Avena – Lato A n. 1-2-3-4-5 / Lato B n. 1-2-3-4-5
- Giorgia Passeri – Lato A n. 6
- Four[2] – Lato A n. 6
- The Group Team – Lato B n. 6
- Coro dei Piccoli cantori di Milano –  Lato A n.1-2 / Lato B n. 1-2-3-4-5

## Produzione
- Alessandra Valeri Manera – Produzione discografica

## Differenze con la ristampa
L'album è stato ristampato due volte in formato CD. In queste ristampe digitali la canzone Rascal il mio amico orsetto è stata pubblicata in una versione di 55 secondi più corta rispetto alla versione originale, così come Il grande sogno di Maya con qualche secondo in meno. La canzone L'incantevole Creamy, invece, è stata pubblicata in versione monofonica anziché stereofonica come l'originale.

### Fivelandia 3 & 4
Fivelandia 3 & 4 è un album di Cristina D'Avena, pubblicato da Rti SpA e distribuito da Edel, il 28 aprile 2006. La copertina dell'album, riprende in un formato più piccolo le copertine degli album originali.

#### Tracce
- CD: 0171102ERE

CD 1
Testi di Alessandra Valeri Manera tranne Rascal - Il mio amico orsetto; edizioni musicali RTI Music.
1. Che bello essere un Puffo – 3:04 (testo: Mireille Delfosse, Christopher Lonk, Alessandra Valeri Manera[1] – musica: Mireille Delfosse; edizioni musicali Anihanbar Music Co./Canale 5 Music Srl)
2. Evelyn e la magia di un sogno d'amore – 3:45 (musica: Giordano Bruno Martelli)
3. Le avventure della dolce Katy – 2:47 (musica: Detto Mariano)
4. Lo strano mondo di Minù – 2:40 (testo: Alessandra Valeri Manera – musica: Gianfranco Intra)
5. Rascal - Il mio amico orsetto – 2:55 (testo: Luciano Beretta – musica: Augusto Martelli)
6. Nuovi amici a Ciao Ciao – 2:50 (musica: Augusto Martelli)
7. Kiss Me Licia – 3:14 (musica: Giordano Bruno Martelli)
8. Occhi di gatto – 3:20 (musica: Carmelo Carucci)
9. L'incantevole Creamy – 2:43 (musica: Giordano Bruno Martelli)
10. Arrivano gli Snorky – 2:45 (testo: J.F.F. Ferry Wienneke, Jay Ferne, Alessandra Valeri Manera[1] – musica: Jay Ferne; edizioni musicali Sepp)
11. Il grande sogno di Maya – 3:09 (musica: Detto Mariano)
12. Mr. T – 3:12 (musica: Augusto Martelli)

Durata totale: 36:24
CD 2
Testi di Alessandra Valeri Manera; edizioni musicali RTI Music Tranne Muppet Babies.
1. Love Me Licia – 2:47 (musica: Giordano Bruno Martelli)
2. Mila e Shiro due cuori nella pallavolo – 2:55 (musica: Carmelo Carucci)
3. Magica, magica Emi – 3:16 (musica: Giordano Bruno Martelli)
4. Il mago di Oz – 3:11 (musica: Carmelo Carucci)
5. Noi Snorky incontrerai – 3:01 (musica: Giordano Bruno Martelli)
6. Tutti insieme noi guardiam Bim Bum Bam – 3:17 (musica: Augusto Martelli)
7. Holly e Benji due fuoriclasse – 2:59 (testo: Nicola Gianni Muratori – musica: Augusto Martelli)
8. David Gnomo amico mio – 3:19 (musica: Carmelo Carucci)
9. Puffa di qua, puffa di là – 2:14 (musica: Giordano Bruno Martelli)
10. Memole dolce Memole – 3:09 (musica: Giordano Bruno Martelli)
11. Lovely Sara – 3:11 (musica: Giordano Bruno Martelli)
12. Alla scoperta di Babbo Natale – 3:14 (musica: Carmelo Carucci)
13. Four e Giorgia Ciao Ciao – 3:19 (musica: Augusto Martelli)
14. Muppet Babies – 2:23 (testo: Alessandra Valeri Manera[1], Hank Saroyan – musica: Robert J. Walsh; edizioni musicali Muppet Music/Nice Noise Music, Inc)

Durata totale: 42:15

### Fivelandia 3
Fivelandia 3 è un album di Cristina D'Avena, pubblicato da RTI SpA e distribuito da Edel, il 23 giugno. La copertina dell'album, riprende in un formato più piccolo la copertina dell'album originale.
- CD: 0172092ERE

#### Produzione
- Paolo Paltrinieri – Produzione discografica
- Marina Arena – Coordinamento
- Michele Muti – Coordinamento
- Direzione Creativa e Coordinamento Immagine Mediaset – Grafica
- Enrico Fabris – Fonico

### Fivelandia Reloaded - Volume 3
A cominciare da dicembre 2018, RTI ha iniziato a pubblicare delle versioni ridotte degli album originali. Per quanto riguarda il volume 3, delle 12 tracce presenti nella ristampa, ne sono state pubblicate solo 9. La copertina dell'album è molto simile a quella della ristampa su CD con la differenza che viene aggiunta la scritta Reloaded, i loghi di Five e Uan e il colore di sfondo è verde.

### Tracce
Testi di Alessandra Valeri Manera tranne Rascal - Il mio amico orsetto; edizioni musicali RTI Music.
1. Evelyn e la magia di un sogno d'amore – 3:45 (musica: Giordano Bruno Martelli)
2. Le avventure della dolce Katy – 2:47 (musica: Detto Mariano)
3. Lo strano mondo di Minù – 2:40 (musica: Gianfranco Intra)
4. Rascal il mio amico orsetto – 2:55 (testo: Luciano Beretta – musica: Augusto Martelli)
5. Kiss Me Licia – 3:14 (musica: Giordano Bruno Martelli)
6. Occhi di gatto – 3:20 (musica: Carmelo Carucci)
7. L'incantevole Creamy – 2:43 (musica: Giordano Bruno Martelli)
8. Il grande sogno di Maya – 3:09 (musica: Detto Mariano)
9. Mr. T – 3:12 (musica: Augusto Martelli)

Durata totale: 27:45